# Quintanilla del Olmo
Quintanilla del Olmo is een gemeente in de Spaanse provincie Zamora in de regio Castilië en León met een oppervlakte van 12,71 km². Quintanilla del Olmo telt 32 inwoners (1 januari 2016).

## Demografische ontwikkeling
Bron: INE, 1857-2011: volkstellingen